# Brachychiton tridentatus
Brachychiton tridentatus är en malvaväxtart som beskrevs av G.P. Guymer. Brachychiton tridentatus ingår i släktet Brachychiton och familjen malvaväxter. Inga underarter finns listade i Catalogue of Life.